# Ligne 107 (Infrabel)
La Ligne 107 est une ancienne ligne de chemin de fer en Belgique, désormais fermée. Mise en service par la Compagnie du chemin de fer du Centre, elle permettait de relier Écaussinnes à Baume (La Louvière), prolongeant les lignes vers Erquelinnes et Marchienne-au-Pont (lignes 108 et 112)
Mise en service le 20 janvier 1860, elle ferma par étapes de 1965 à 1990.

## Histoire

### Mise en concession
La demande en concession de la Compagnie du chemin de fer du Centre, visait à établir un chemin de fer reliant le bassin charbonnier du Centre à la Sambre (Erquelinnes). Initialement, de 1851 à 1856, ce chemin de fer devait avoir son point d'origine à Manage, une des gares de la ligne de Braine-le-Comte à Charleroi des Chemins de fer de l'État belge.
La Compagnie du chemin de fer du Centre sollicita, et obtint, l'autorisation de modifier ce point de départ en le situant à Écaussinnes au lieu de Manage. Écaussinnes étant également situé sur la ligne de Braine-le-Comte à Charleroi.

### Ouverture
La ligne est mise en service le 20 janvier 1860 ; elle se place dans la continuité de la ligne de La Louvière (Haine-Saint-Pierre) à Binche et Erquelinnes, inaugurée en 1857 par la même compagnie. En 1865, les Chemins de fer du Centre mettront en service la ligne de Haine-Saint-Pierre à Marchienne-au-Pont.
Cet ensemble de lignes coûta très cher à réaliser et nécessita plusieurs procès. Toutefois, le bénéfice du trafic des nombreux charbonnages et des industries raccordées, dans le contexte de la révolution industrielle, fit de ce réseau une compagnie très profitable. La ligne de Haine-Saint-Pierre à Écaussinnes reste cependant à simple voie.
Les Chemins de fer du Centre, par le jeu de fusions successives, devinrent une des constituantes de la Société générale d'exploitation de chemins de fer.

### Reprise par l'État belge
En 1870, l’État belge nationalise la plus grande partie du réseau de la Société générale d'exploitation, parmi lesquels l'entièreté du réseau des Chemins de fer du Centre.
La ligne de Haine-Saint-Pierre à Écaussinnes est alors mise à double voie, en 1872.
En 1876, l'administration des chemins de fer de l'État belge crée une nouvelle ligne (actuelle ligne 114), de Soignies à Houdeng-Gœgnies, qui se connecte à la ligne 107.
Les deux gares intermédiaires de la ligne 107 Mignault et Houdeng-Gœgnies, reçoivent de nouveaux bâtiments dans les années 1880 et à la fin des années 1890. 

### Déclin et fermeture
Bien que représentant l'itinéraire le plus direct vers Écaussinnes, Braine-le-Comte et Bruxelles pour les marchandises partant de Haine-Saint-Pierre, l'actuelle ligne 107 se voit concurrencée par un autre itinéraire, par La Louvière-Centre, Manage et Écaussinnes. Sur ce tracé, un rebroussement à Manage restera d'application jusqu'à la création d'une courbe de raccord entre Bois-d'Haine et Familleureux en 1965.
En 1965, la ligne 107 a perdu tout son trafic de marchandises de transit et la SNCB décide de mettre fin au trafic des voyageurs. La portion centrale, entre Mignault et Houdeng-Gœgnies est fermée à tous trafics et les tronçons restants, ramenés à simple voie, sont uniquement utilisés pour la desserte de quelques industries. La ligne 114 est déjà fermée entre Houdeng-Gœgnies et Le Roeulx depuis 1959.
En 1983, la ligne 107 est définitivement fermée entre Écaussinnes et Mignault ; elle ferma en 1990 entre Houdeng-Gœgnies et la bifurcation de Saint-Vaast.
Le nouveau tracé du canal du Centre, coupe l'assiette de cette ancienne ligne entre Mignault et Houdeng-Gœgnies.